# Онисифор Печерски
Онисифор Исповедник Печерски (? - 1148, Кијев) је православни светитељ, монах Кијево-Печерског манастира.
Живео је у време игумана Пимена Посника (1132-1141). Био је лаврски свештеник и исповедник братије. Имао је дар виђења од Бога и видео је грехе сваке особе.
Онисифор јер је измолио светог Антонија да опростио свом духовном сину, једном покојном монаху који је био тајни грешник и развратник.
На записима из 1703. помиње се „Онесифор свештеник“.
На записима из 1795. и 19. века име Исповедника је означено по Светом Онисифору.
Свети Онисифор је умро 9. новембра 1148. године. Његове мошти почивају у Блиским пећинама, наспрам моштију свете Арете Затворника.
Православна црква га помиње 11. октобра и 22. новембра.
Тропар Светог Онисифора Кијево-Печерског, који почива у Блиским пећинама, том 8: „Ти си, оче пречасни, / показао пример спасења. / Зато што је примио крст и пошао за Христом, / научио је да се тело занемарује, / јер је оно пролазно и пропадљиво, / да се тежи само души - бесмртним стварима. / Због тога се дух твој са анђелима радује, / оче преподобни Онисифоре.”